# Oriolus
Oriolus er en slægt af fugle, der mestendels lever i de tropiske områder af Afrika, Asien og Australien. Fjerdragten domineres af sorte, gule eller røde farver. Arterne lever i trækronerne af insekter og bær.

## Arter
Nogle af de 29 arter er:
- Pirol, Oriolus oriolus, fra Europa
- Sortmasket pirol, Oriolus auratus, fra Afrika
- Sortnakket pirol, Oriolus chinensis, fra Asien
- Grøn pirol, Oriolus flavocinctus, fra Australien
- Blodpirol, Oriolus traillii, fra Asien